# ミルッきゃナイDay
『ミルッきゃナイDay』は、1985年10月11日から1987年3月19日までフジテレビで全11回、不定期で生放送された歌謡バラエティ番組である。

## 番組概要
- フジテレビ第6スタジオから生放送された歌謡バラエティー番組で、第1回は代々木公園で行われたフジテレビ主催の国際スポーツフェアの会場から生中継も交えて放送された、イベント一環の番組であった。
- 放送日は最後まで定期化することなく、2か月から3か月に1回、土・日曜、祝日いずれかの90分生放送で、16：30から17：54の時間帯が一番多く、放送日によっては13：01から14：23という昼時間帯もあった。
- 1987年2月の放送は苗場スキー場と隣接する苗場プリンスホテルの特設会場から生放送された。
- 出演者はおニャン子クラブのメンバーが中心で、その他歌手が多数出演した。
- 制作スタッフは『夕やけニャンニャン』と、一部『夜のヒットスタジオ』の制作スタッフが担当した。
- 番組のエンディングは、MCの福永恵規がオリジナル楽曲を歌うという流れになっていた。[2]

## 出演者
- 司会：福永恵規、林家しん平
- レギュラー出演者：おニャン子クラブ：内海和子、国生さゆり、河合その子、城之内早苗、高井麻巳子、白石麻子、吉沢秋絵、渡辺美奈代、渡辺満里奈、（中継レポーター担当：名越美香）
- 主な歌ゲスト：石野真子、小泉今日子、松本伊代、石川秀美、河合奈保子、長山洋子、岩崎宏美、岩崎良美、酒井法子、野口五郎、西城秀樹、チェリッシュ、日野美歌、早見優、堀ちえみ、角川博、松崎しげる、KODOMO BAND、浅香唯、相楽ハル子、牧村三枝子、キャプテン　他
- 番組アシスタント：高橋美枝、息っ子クラブ[3]

## スタッフ
- 構成：玉井貴代志、鈴木桂、松井智代子 / 取材：スタッフ東京
- 音楽：小泉宏、広瀬健次郎
- 振付：西条満、三浦亨
- スタイリスト：柴崎妃美
- 演奏：小田啓義とニューブリード / 三原綱木とザ・ニューブリード / ナイDayプレイヤーズ
- コーラス：WIN、ペパーミント

### 技術スタッフ
- 技術協力：ニユーテレス
- 技術 (TD・SW)：岩沢忠夫、菅原一夫
- カメラ：藤江雅和、藤本敏行、小山茂明、芝崎進、中島浩司
- VE：油谷忍、田中十内
- 音声 (AUD)：間野目政孝
- 照明：金沢利徳（彩光）
- 音響効果：小林昌三

### 美術スタッフ
- 美術協力：フジアール
- 美術制作：堀切清
- デザイン：馬場文衛、水上啓光
- 美術進行：重松照英
- 大道具：東宝舞台（石塚孝志、末松隆）
- 装飾：テレフィット（檜森昭彦）
- 持道具：京阪商会（山本健史）
- 衣裳：東京衣裳（土田清）
- メイク：太田修
- 視覚効果：東京特殊効果（高橋信一、中山信男）
- アクリル装飾：ナカムラ綜美（高信作）
- 電飾：西脇通泰
- タイトル：山形憲一

### 制作担当スタッフ
- プロデューサー：石田弘
- ディレクター：熊田共一、木村忠寛、石井正幸
- フロアディレクター：鈴木正人、野田俊彦、太河孝明、平野昌一
- TK：伊佐次千恵子、舟岡由紀
- スーパーバイザー：疋田拓

## 制作協力
- ボンド企画
- バーニングプロダクション
- キャニオンレコード[4]